# (33427) 1999 DZ2
1999 DZ2 (asteroide 33427) é um asteroide da cintura principal. Possui uma excentricidade de 0.10710350 e uma inclinação de 6.55033º.
Este asteroide foi descoberto no dia 21 de fevereiro de 1999 por Takao Kobayashi em Oizumi.